# Jacques Gleyse
 (mars 2024).
Il peut être nécessaire de l'améliorer pour respecter le principe de neutralité de point de vue. Veuillez consulter la page de discussion pour plus de détails.

 (janvier 2022).
Jacques Gleyse, né le 10 octobre 1952 au Vigan (Gard), est professeur émérite des Universités en STAPS (Sciences de l'Education) au Laboratoire LIRDEF U.R de l'Université de Montpellier et de l'Université Paul Valéry de Montpellier. Il dirigea la Revue STAPS pendant 12 ans de 2001 à 2013. Il a également dirigée le CEDRHE de la Faculté d'Education de Montpellier pendant 4 ans. Il est par ailleurs chroniqueur pour le journal en ligne Le Petit Gardois.

## Biographie
Jacques Gleyse commence sa carrière professionnelle comme enseignant d'éducation physique et sportive (EPS) (1976). Il obtient l'agrégation d'EPS en 1983, lors de la première session, et réalise parallèlement un parcours en sciences de l'éducation : maîtrise (1982), DEA (1983) puis en 1987, une thèse de 3e cycle dirigée par Gilles Ferry, à l'université Paris-Nanterre, intitulée: Les paradoxes d'une intégration institutionnelle : images de l'éducation physique et sportive du secondaire, dont le président du jury était Georges Vigarello. En 1997, il soutient une habilitation à diriger des recherches, intitulée L'instrumentalisation du corps, sous la direction d'André Rauch, en Lettres et sciences humaines. Il est maître de conférences à l'IUFM de Montpellier (1991-2003), puis professeur des universités à Perpignan (2003-2006) et de 2006 à 2018, à la faculté d'éducation de Montpellier (ESPE Languedoc-Roussillon). Il a dirigé le laboratoire de recherche LIRDEF de 2013 à 2017.

### Activités de recherche et institutionnelles
L'objet de son travail réside dans les rapports qu'entretiennent la chair et le verbe au sein de la « corporalité ». Sur cette base, ses recherches, actuellement, se centrent davantage sur l'égalité filles-garçons dans l'éducation et sur les études de genre.
Il fut à plusieurs reprises membre des jurys de CAPEPS et d'agrégation d'EPS, chargé de cours, notamment à l'ENS Cachan (2003-2015). Il a organisé ou coorganisé des colloques, notamment Le Corps en Mouvement 2 (2009), le colloque mondial de l'ISHPES (2004) et, à Montpellier en 2014, le 1er symposium international franco-brésilien Corps, Éducation et Culture du Mouvement. Jacques Gleyse a été expert STAPS pour l'ANR en 2010, et expert pour l'HCERES, en sciences de l'éducation en janvier 2015.

## Publications

### Ouvrages récents (sélection)
- (Co-auteur) L'émergence de l'éducation physique. Georges Demenij (1850-1917) et Georges Hébert (1875-1957), avec G. Bui-Xuân, Paris, Hatier, 2002.
- (Co-auteur) L'Éducation physique et sportive. De ses environnements à l'élève, avec Gilles Lecoq et Didier Cèbe, Paris, Vigot, 2004.
- Le verbe et la chair. Un siècle de bréviaires de la République. Une archéologie du corps dans les manuels scolaires de morale et d'hygiène (1880-1974), Paris, L'Harmattan, 2010.
- Le Genre de l'École en France. De la mixité à l'inégalité occultée. Expérimentations et propositions de transformations. Paris, Connaissances & Savoirs (Genre, École et Société), 2017.
- A instrumentalização do corpo. Uma arquelologia da racionalização instrumental do corpo da idade clássica a época hipermoderna. São Paolo, Brésil: LiberArs, 2018.  (ISBN 978-85-9459-120-3)
- (Co-directeur) Numéro Spécial Mai 68. STAPS 126.
- O Verbo e a carne. Uma arqueologia do corpo nos manuais escolares franceses de moral e higiene (1880-1974). São Paolo, Brésil : LiberArs, 2020.https://www.liberars.com.br/o-verbo-e-a-carne-uma-arqueologia-do-corpo-nos-manuais-escolares-franceses-de-moral-e-de-higiene-1880-1974
- Le Genre de l'Ecole en France. De la mixité à l'inégalité occultée. Expérimentations et propositions de transformations. Paris : L'Harmattan, 2ème édition mise à jour, 2020.https://www.editions-harmattan.fr/index.asp?navig=auteurs&obj=artiste&no=6223
- avec Ilane Cavalcante, Avelino de Lima Neto et Julie Thomas, Sexe, Genre et sexualité dans l'enseignement professionnel au Brésil et en France, co-édition Paris: L'harmattan et Natal, Brésil: IFRN. 2021.https://www.editions-harmattan.fr/index.asp?navig=auteurs&obj=artiste&no=6223
- Une archéologie de l'Education physique de la fin du XIXe au début du XXIe siècle en France. Du corps occulté à l'être humain diminué, Paris : L'Harmattan, 2022.

### Articles récents, actes de colloques, conférences (sélection)
- (2012, 2013). Gleyse, J. The machine body metaphor in Physical Education in France (1825-1935.), Scandinavian Journal of Medicine and Science in sport, p. 758-765.
- (2014) Gleyse  J. Making Angels. Bodily restraints championed in French school textbooks on moral values, 1880-1964, History of Education & Children’s Literature, Masera, University Press. p. 27-45.
- (2014) Gleyse J. Entrepreneurs de morale et d’hygiène et propagandistes sportifs : les films fixes ayant trait au corps ou à l’activité physique, dans le fonds du CEDRHE, au XXe siècle. Tréma, 41, Montpellier, ESPE, p. 45-59, article en ligne
- avec C. Soares et A. Dalben (2014), L'œuvre de Georges Hébert au Brésil et en France, dans les écrits sur l'éducation physique. Deux facettes de la nature (1909-1957) ?, Sport History Review, 45, Toronto, Canada, p. 171-199.
- avec M. G. Soares et G. L. Kaneko (2015) Do porto ao palco, um estudo dos conceitos de corporeidade et de corporalidade, Dialectiké, décembre, https://hal.archives-ouvertes.fr/hal-01334283/document
- avec A. Aisenstein (2016) Recontextualization of Nomad Theories in The Development of Physical Education in France and Argentina, 1880-1940, The Open Sport Sciences Journal, 9, 114-134. DOI 10.2174/1875399X01609010114
- (2018). Gleyse, J. Le goût : une friction de la chair et du verbe, in Futurophagie' (dir. Kilien Stengel, Pascal Taranto)', L'Harmattan, Collection Questions alimentaires et gastronomiques, p. 27-51. https://www.editions-harmattan.fr/livre-futurophagie_penser_la_cuisine_de_demain_kilien_stengel_pascal_taranto-9782343147079-60346.html
- (2018) Gleyse, J. De l’art de la gymnastique (1569), au culturisme et aux premières compétitions organisées (1904). L’Emergence du body-building ?, STAPS, 119, 27-45. DOI : 10.3917/sta.119.0027. URL : https://www.cairn.info/revue-staps-2018-1-page-27.htm
- (2019) Gleyse, J. Carte blanche à Jacques Gleyse. Les conceptions des femmes dirigeantes du SGEN-CFDT EPS 1977-1997. au travers du Corps enchaîné: orthodoxie scolaire vs orthodoxie sportive. STAPS 123, 15-37.https://www.cairn.info/revue-staps-2019-1-page-15.htm
- (2019) Gleyse J. Le Mai 68 de l'Education physique : du trotskisme à la critique du sport et à l'Education Corporelle. STAPS, 126, 65-85. https://doi.org/10.3917/sta.126.0065
- (2019) Gleyse J. L’orthodoxie et l’homomorphisme scolaires Mais lesquels ? Tombeau pour Pierre. in Terret, T. & Saint-Martin, J. (Eds.) Pierre Arnaud. Historien de l'EPS et du sport scolaire. Paris, L'Harmattan, 213-233.https://www.editions-harmattan.fr/livre-pierre_arnaud_historien_de_l_eps_et_du_sport_scolaire_jean_saint_martin_thierry_terret-9782343178967-64630.html
- (2019) Gleyse J & De Lima Neto A. Ver e regular conductos : provocações em torno da experiência do sujeitos infames na escola.Revista Temas em Educação. 28/3, 112-136.https://periodicos3.ufpb.br/index.php/rteo/article/view/48541
- (2020) Gleyse J. En finir avec ce corps qui sent la mort ? Éthique et esthétique du corps chez Michel Onfray. Revue Internationale de Philosophie, 291. 2020/1, 51-70. https://doi.org/10.3917/rip.293.0051
- Avec Dalben, A. (2020) Gleyse J. Conflitos entre esporte e ginástica na França:a criação de um método nacional de educação física entre o final do século XIX e início do século XX, Conexões , 18i0, 1-16, IFCE : Ceara, Brésil.https://periodicos.sbu.unicamp.br/ojs/index.php/conexoes/article/view/8660933
- (2020) Gleyse, J. Propreté, alimentation, et exercice physique, dans les manuels scolaires d’hygiène (1862-1974) et de morale (1880-1964). Hygiène ou morale ? ¿Interrogations?, Décembre, Université de Franche-Comté.http://www.revue-interrogations.org/Proprete-alimentation-et-exercice
- (2021) Gleyse J. Gender stereotypes and hidden education programs in education in France. A literature review on hidden inequalities. Educação & Formação, Universidade Estadual do Ceara (UECE), Fortalezza, Brésil.https://hal.archives-ouvertes.fr/hal-03244978/document
- (2021) Gleyse, Jacques; Lima Neto, Avelino Aldo de, Uma moral “corporal” generificada nos manuais escolares franceses de moral e de higiene (1880-1974). Educar em revista V 37. Curitiba, Parana, Brasil. https://revistas.ufpr.br/educar/article/view/75698
- (2022) Rauwel, F., & Gleyse, J. Educação sexuel: o bode-expiatório dos currículos escolares franceses. Um "campo minado" par o estado. Revista Brasileira da Educação Profissional e Tecnológica, v. 1, n. 22. https://www2.ifrn.edu.br/ojs/index.php/RBEPT/article/view/13892